# Денисенко, Александр Павлович
Александр Павлович Денисенко (1909, местечко Лысянка, Лысянская волость, Звенигородский уезд, Киевская губерния, Российская империя — 1952, Сталино, Украинская ССР, СССР) — крепильщик шахты № 10-бис комбината «Сталинуголь», Герой Социалистического Труда

## Биография
Родился в 1909 году в селе Лысянка, Лысянского района Черкасской области, — бедняка. Украинец.
В 1927 году восемнадцатилетним юношей приехал в Донецкую область, где вначале работал грузчиком на шахте «Капитальная». Затем трудился на шахтах Донецка, сначала проходчиком на шахте № 17/17бис, позднее перешел на шахту № 10-бис треста «Куйбышевуголь». На этой шахте проработал более четверти века.
По его предложению ещё в первые годы послевоенной пятилетки в организацию труда при прохождении горных выработок был внесен ряд изменений. Он предложил организовать разделку леса на поверхности, чтобы в шахте высвободить время проходчиков, кроме того, применить «широкий ход» крепления — второстепенные промежуточные крепи устанавливать в другой смене. Эту работу должны выполнять крепильщики второй руки. Это позволило ускорить восстановление разрушенных немцами шахт, в корне изменили технологию производства.
Вскоре за смену, в которой работал Денисенко, прошли десять метров горных выработок. Даже у лучших мастеров в предвоенные годы средняя скорость прохождения одного забоя не превышала 21 метра в месяц. Вскоре Денисенко с проходчиком довели свою дневную выработку до 12—15, а затем до 16 метров, то есть 26 норм в смену. Такой выработки не достигал ранее ни один крепильщик страны. Лично Денисенко за один год и одиннадцать месяцев выполнил свою пятилетнюю норму.
В апреле 1946 года коллегия Министерства угольной промышленности обсудила вопросы развития скоростных методов прохождения подготовительных выработок и решила широко распространить методы Денисенко и Лукичева на всех шахтах Донецкого и других бассейнов страны.
Указом Президиума Верховного Совета СССР от 28 августа 1948 года за выдающиеся успехи в деле увеличения добычи угля, восстановления и строительства угольных шахт и внедрение передовых методов работы, обеспечивающих значительный рост производительности труда, Денисенко Александру Павловичу присвоено звание Героя Социалистического Труда с вручением ордена Ленина и золотой медали «Серп и Молот».
Жил в городе Донецке. Скончался в 1952 году.
Награждён двумя орденами Ленина, медалями. Присвоено звание Почетного шахтера.
Его именем названа улица в городе Донецк.